# Charles Brandon, vojvoda od Suffolka
Charles Brandon, prvi vojvoda od Suffolka (1484. – 1545.) bio je engleski vojskovođa i dvorjanin tijekom vladavine Henrika VIII., kojemu je, putem braka s Marijom Tudor, bio šurjak.

## Odrastanje
Brandon je od djetinjstva bio blizak kralju. Bio je sin Henrikova barjaktara, sir Williama Brandona, koji je poginuo u bitci na Bosworthskom polju 1485. godine. Mladi Charles je tada došao živjeti u kraljevsko kućanstvo te je odgajan s princom Henrikom kojem je dosta sličio izgledom, građom i tenom. Brandon je bio omiljen među damama pa se morao "vaditi" iz dvaju nesretnih brakova.

## Brak s Marijom Tudor
Kad je, po kraljevoj naredbi, pokupio Mariju u Parizu, koja je u tom trenutku bila udovica francuskog kralja Luja XII., ona mu je izjavila ljubav te nagovorila da je oženi. Shvativši razmjer svog postupka, Brandon je poslao pismo kardinalu Thomasu Wolseyju, Henrikovu najužem suradniku, rekavši mu da se oženio Marijom "iz iskrenih pobuda i uz njezin pristanak". Kad je kralj za to čuo, pobjesnio je: htio je ubiti Brandona. Zahvaljujući Wolseyjevoj intervenciji, smanjio je ukor na veliku novčanu kaznu te im priredio javno vjenčanje u Greenwichu.
Nakon toga par se povukao u provinciju, donekle skromnijem životu, iz kojeg je proisteklo troje djece. Jedno od njih, Frances Brandon, bit će majka gospe Jane Grey.

## Kraljeva "velika stvar"
Brandonova pokojna supruga, Marija, nije podupirala poništenje bratova braka s Katarinom Aragonskom. Štoviše, prezirala je Anu Boleyn, pa je Brandon slijedio njezin primjer te se nikada nije sprijateljio s kraljevom novom suprugom. No, Brandon je ostao poslušan svom dugogodišnjem prijatelju i kralju, Henriku. Po njegovoj je naredbi otišao posjetiti Katarinu 1533. godine kako bi je prisilio na poslušnost. Kralj ga je poslao s vojskom iz svoje straže. 
Brandon nije bio oduševljen tim pohodom u vlažnu kuću na osami. Bio je prosinac i nije htio napustiti toplinu i sjaj kraljevskoga dvora koji se pripremao za božićne svečanosti i svoju novu suprugu, 14-godišnju Catherine Willoughby, kojom se bio oženio u rujnu. Usto, bila je to zadaća koju je smatrao neukusnom: nije htio mučiti bolesnu ženu u godinama. Čim je ušao u kuću, upustio se u žestoku raspravu s Katarinom koja mu je rekla da će radije pustiti da je rastave na dijelove nego da prizna da nije kraljeva supruga. Ta je rasprava postavila ton cijelom posjetu. Brandon joj je također rekao da je treba preseliti u Fotheringhay koji je bio u još lošijem stanju. Katarina, ne želeći više raspravljati s njime, zaključala se u svoju sobu te vikala:
"Ako me želiš odvesti sa sobom, morat ćeš razvaliti vrata!"
Vojvoda se nije usudio silom razvaliti vrata niti je htio biti nasilan prema Katarini. Bila je careva teta i takav bi postupak sigurno imao posljedica. Zato je otpustio njezine sluge, ostavivši joj samo nekoliko ljudi da se brinu o njezinim najnužnijim potrebama. Prenio im je kraljevu zapovijed da svoju gospodaricu oslovljavaju naslovom udove princeze (kao udovica Artura, princa od Walesa, starijeg brata Henrika VIII.). No, njezini kapelani ustrajali su tvrdeći da su se zakleli na odanost kraljici Katarini te da ne mogu lažno svjedočiti nazivajući ikako drugačije. Vojvoda ih je uhitio i zatvorio u vratarevu kućicu te pisao kralju pitajući ga što da učini.

Dok je čekao odgovor, vojvoda je još jednom morao stajati pred Katarininim vratima i ponovno je nagovarao da iziđe. Katarina nikoga nije htjela slušati. Vojvoda je napisao kralju da je njezin otpor "potpuno nerazuman" i da je neće moći odvesti ako je ne sveže konopcima i "doista prisili" da se pokori. Iskreno mu se zgadila zadaća koju je morao obaviti jer je na svoje oči vidio kako su godine tjeskobe i tuge djelovale na Katarinino zdravlje. 
Bez obzira na sve to, mislio je da je "bila najtvrdoglavija žena koju je ikada vidio".
U međuvremenu, Katarinine su otpuštene sluge vijest o tome što se događa u dvorcu ispričale mještanima p se ispred zidina potiho okupila gomila muškaraca naoružana srpovima, vilama i drugim alatima. Samo su stajali i gledali te čekali prvi znak koji će im pokazati da se sa ženom koju su smatrali kraljicom loše postupa. Vojvodi je bilo neugodno i poželio je da nikad nije ni čuo za Buckden. Ostao je tamo sve dok kralj nije poslao upute da Katarinu ipak ondje ostavi i vrati se na dvor. 
Vojvoda nije bio bezosjećajan čovjek pa je, kad se vratio u Greenwich, upozorio kralja na Katarinino loše zdravlje.

## Smrt
22. kolovoza 1545. umro je Charles Brandon kao jedan od najstarijih i najbližih prijatelja kralja Henrika VIII. Za sobom je ostavio udovicu i dva mala sina. Stariji od njih dvojice, desetogodišnji Henry, naslijedio je oca kao vojvoda i poslan je da se pridruži kućanstvu princa Eduarda. Bio je podvrgnut strogom obrazovnom režimu s njim i njegovom polusestrom Elizabetom.